# 韋爾布卡 (克里若皮利區)
48°17′18″N 28°34′8″E / 48.28833°N 28.56889°E
韋爾布卡（烏克蘭語：Вербка），是烏克蘭的村落，位於該國西南部文尼察州，由圖利欽區負責管轄，始建於1500年，面積3.85平方公里，海拔高度119米，2001年人口1,148，人口密度每平方公里298.49人。